# جوليان بينيت (سياسي)
جوليان بينيت (بالإنجليزية: Julian Bennett)‏ هو محامي وسياسي أمريكي، ولد في 23 مارس 1929، وتوفي في 27 أكتوبر 2013. حزبياً، نشط في الحزب الديمقراطي. وقد انتخب عضو مجلس نواب فلوريدا.